# Fundació Joan Salvador Gavina
La Fundació Joan Salvador Gavina s'encarrega d'ajudar a les famílies del Raval en l'àmbit escolar i econòmic. Es va fundar l'any 1979 convertint-se així en el primer centre d'ajuda psicosocial de Catalunya.

## Història
Al 1978 Concepció Mata i Fuentes, la fundadora, s'encarregava d'ajudar a l'els nens sense atenció social i dels que estiguessin sense escolaritzar. Al 1979 es va instal·lar en un petit local al Raval, on continu la seva missió al costat de voluntaris al barri, la fundació en aquest moment era sense ànim de lucre. Al 1991 es va inaugurar el nou local, pel qual havien estat reclamant a causa del gran nombre de famílies que necessitaven la seva atenció. A la acutalidad segueixen amb la missió que la fundadora va començar.

## "Centre obert"[calcitació]
El "centre obert" és un projecte que ajuda als joves d'entre 4 i 18 anys en els àmbits escolars i socials

### Nens
- Promoció d'autonomia personal: es realitzen activitats per al desenvolupament d'habilitats socials i dels valors de convivència.
- Seguiment d'estudis: es realitzen activitats per a compensar les deficiències i es recolza el seu rendiment escolar.
- Educació per a la salut: es treballa per millorar la qualitat de la vida saludable.
- Promoció de la formació laboral: s'orienta als nois cap a un entorn laboral que encaixi amb el seu perfil.
- Educació en el lleure: s'ofereixen casals o colònies per seguir al educació en un altre entorn.

### Famílies
- Programa d'informació d'adults: s'ofereix suport a les famílies perquè recuperin la seva autoestima i per orientar-los sobre l'educació dels seus fills i, al seu torn, les seves habilitats socials.
- Programa de gestió d'ajuda: això està destinat a famílies amb problema econòmics, se'ls ajuda en les seves necessitats bascias.

## Premis
- 1991-Premi Solidaritat de l'Institut de Drets Humans de Catalunya.
- 1997-Premi Roda rotaria del Rotary Club Pedralbes de Barcelona.
- 2012-Premi a la trajectòria de 30 anys
- 2013-Premi a l'excel·lència en integració social.
- 2013-Premi a la col·laboració en els 3rs Premis a l'excel·lència empresarial.
- 2015-Reconeixement de la Generalitat de Catalunya a la trajectòria de la Fundació amb motiu dels 35 anys d'història[1]